# مورتن هابيل
مورتن هابيل (بالنرويجية: Morten Abel) (و. 1962  م) هو مغني، وموسيقي، وعازف قيثارة نرويجي، ولد في بودو.

## جوائز
حصل على جوائز منها:
- Jury Honorary Award in Spellemannprisen ‏ (2014)
- Stavanger Aftenblads kulturpris  [لغات أخرى]‏ (2002)
- Spellemann Award for singer of the year ‏ (2001)
- Spellemann of the Year Award [الإنجليزية]‏ (2001)
- Spellemannprisen for hit of the year ‏ (2001).

## وصلات خارجية
- مورتن هابيل على موقع IMDb (الإنجليزية)
- مورتن هابيل على موقع ألو سيني (الفرنسية)
- مورتن هابيل على موقع ميوزك برينز (الإنجليزية)
- مورتن هابيل على موقع أول موفي (الإنجليزية)
- مورتن هابيل على موقع قاعدة بيانات الأفلام السويدية (السويدية)
- مورتن هابيل على موقع أول ميوزيك (الإنجليزية)
- مورتن هابيل على موقع ديسكوغز (الإنجليزية)
- مورتن هابيل على موقع قاعدة بيانات الفيلم (الإنجليزية)
- مورتن هابيل على موقع كينوبويسك (الروسية)